# بني زيد وش ترجع
بني زيد وش ترجع؟ أو ماهو نسب بني زيد؟
بني زيد قبيلة عربية نجدية عدنانية، ترجع في نسبها إلى زيد مناة بن تميم من قبيلة بني تميم المضرية. تُعَدّ من القبائل المشهورة في وسط جزيرة العرب، وتتركز مساكنها في إقليم نجد، ولا سيما في مدينة شقراء التي تُعَدّ من أهم بلاد بني تميم التاريخية. وقد ذكر ذالك الشقير أن شقراء كانت من مساكن بني زيد مناة قديماً ويسكنها الآن اسلافهم بني زيد المتواجدون الآن في شقراء والقويعية والدوادمي وغيرها.
كما ينتشر وجود بني زيد في عدد من بلدان نجد الأخرى مثل: القويعية، والدوادمي، والشعراء، إلى جانب بلدان متفرقة في نجد